# Wimereux (fiume)
Il Wimereux è un breve fiume del nord della Francia che scorre interamente nel dipartimento del Passo di Calais nella regione Alta Francia e sfocia nel canale della Manica. 
Il suo estuario fa parte del Parco naturale marino degli estuari piccardi e del mare di Opale.

## Geografia
La sua lunghezza è di 22,1 km.
Esso nasce a Colembert, passa per Belle-et-Houllefort, Conteville-lès-Boulogne, Pernes, Pittefaux e Wimille e sfocia nella Manica a Wimereux. 
Separa il centro densamente costruito del comune omonimo a fondo valle (e protetto dal mare tramite una diga-passeggiata) e la parte nord della città, ove numerose abitazioni sono situate nella prossimità immediata della battigia, su una zona vulnerabile all'erosione costiera, lungo piccole vie che salgono verso la falesia marno-argillosa che è un substrato tenero e localmente mobile e in corso di sprofondamento.

### Comuni e cantoni attraversati
Nel solo dipartimento del Pas-de-Calais, il Wimereux attraversa gli undici comuni seguenti, da monte verso valle, di Colembert (sorgente), Le Wast, Bellebrune, Belle-et-Houllefort, Wierre-Effroy, Conteville-lès-Boulogne, Pernes-lès-Boulogne, Pittefaux, Maninghen-Henne, Wimille, Wimereux (sfocio). 
In termini di cantoni, il Wimereux nasce nel cantone di Desvres e confluisce nel cantone di Boulogne-sur-Mer-1, nell'arrondissement di Boulogne-sur-Mer.

### Bacino versante
Il Wimereux attraversa una sola zona idrografica (E520). I corsi d'acqua o fiumi vicini sono: a nord la Slack, l'Aa a nordest, a est e a sudest, la Liane a sud, il canale della Manica a sudovest, a ovest e a nordovest.

## Affluenti
Il Wimereux ha diciassette tronconi affluenti codificati, due soli lunghi più di cinque chilometri (rd = alla riva destra; rs = alla riva sinistra):
- il torrente de Grigny, 7.8 km, con due affluenti e di numero di Strahler due.
- il torrente del Denacre, 5.6 km, con tre affluenti e di numero di Strahler due.

Gli altri affluenti di numero di Strahler superiore a uno sono:
- la Vignette (rs), 4.2 km alla riva sinistra[1] con tre affluenti e di numero di Strahler quattro.
- il torrente del Pont Jean Marck (rs), 3 km con un affluente e d numero di Strahler deux.
- il torrente d'Auvringhem (rs), 3 km con un affluente le Château Lozembrune e di numero di Strahler due
- il torrente di Pernes et Cadet (rs), 2.3 km, con un affluente e di numero di Strahler due.
- il torrente de la Chevalerie (rs), 2 km con un affluente, il Reverkerque e di numero di Strahler due

Gli altri affluenti con numero di Strahler uno (senza affluenti propri) sono 
- il torrente de la Fosse Corniche (rs), 3 km
- il torrente de la Planquette (rs), 2 km
- il torrente de l'Ermitage (rs), 2 km
- la Cabocherie (rd),  2 km
- lo Château di Souverain (rd), 2 km
- il Goulet (rd), 1 km
- il Moulin (rs), 1 km
- il torrente le Grouilloir (rd), 1 km
- il moulin de Grisendal (rd), 1 km
- lo Château de Souverain (rs), 1 km

### Numero di Strahler
Il numero di Strahler del Wimereux è di "cinque per la Vignette.

## Fauna ittica
Il Wimereux ospita una copiosa fauna di trote di mare.